# Emma Pastor Normann
Emma Pastor Normann (* 1. März 1871 als Auguste Henriette Emma Normann in Düsseldorf; † 1954) war eine deutsch-norwegische Landschafts- und Genremalerin sowie Illustratorin der Düsseldorfer Schule. Außerdem wirkte sie als Übersetzerin.

## Leben

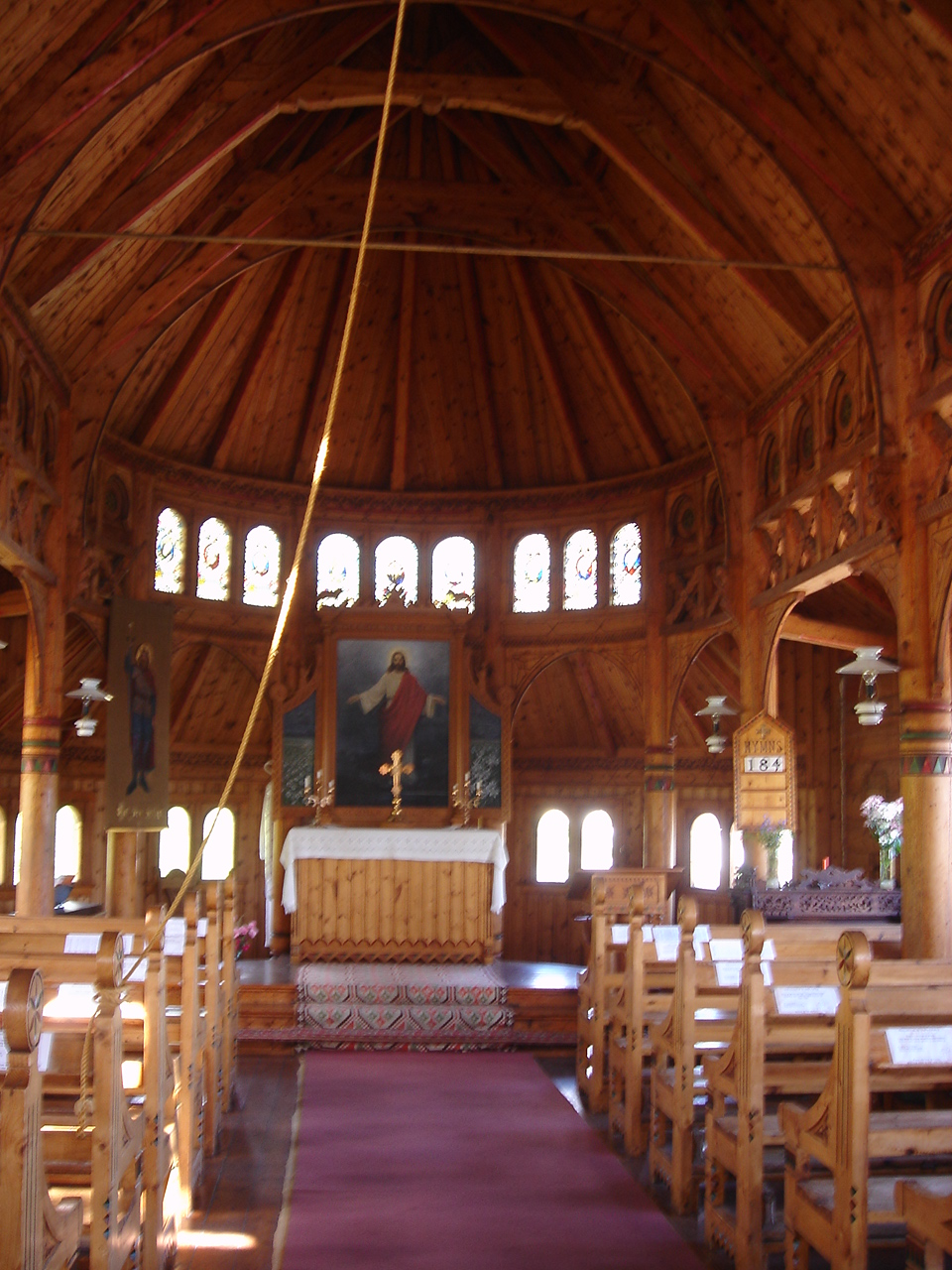
Kircheninneres der Sankt-Olav-Kirche von Balestrand mit dem Altarbild von Emma Pastor Normann

Normann wurde 1871 als erstes von fünf Kindern des norwegischen Landschaftsmalers Adelsteen Normann und dessen deutscher Ehefrau Catharina Henriette Hubertine Weitgan (1845–1911) in Düsseldorf geboren. Ihr Vater unterwies sie in der Malerei. Sie entwickelte einen romantischen Stil, der sich an die Malerei von Hans Dahl, einem Malerfreund ihres Vaters, und von dessen Sohn Hans Andreas Dahl anlehnte. Häufig stellte sie dabei junge Frauen in norwegischer Tracht vor dem Hintergrund einer sommerlichen Fjordlandschaft dar. Ihre Familie, die 1887 von Düsseldorf nach Charlottenburg zog, hielt stets enge Kontakte nach Norwegen. In Balestrand am Sognefjord ließ sich ihr Vater 1890/1891 im damals populären Drachenstil die Villa Normann als Sommerwohnsitz erbauen. 1897 malte sie für die Sankt-Olav-Kirche von Balestrand das Altarbild mit einer Erlöser-Darstellung.
1899 heiratete Emma Normann den Kunsthistoriker Willy Pastor, den Herausgeber der Jahrbücher der bildenden Kunst und Vertreter einer lebensreformerischen und völkischen Gedankenwelt, dessen Bücher sie illustrierte. Am 28. Juni 1902 wurde in Berlin die Tochter Helga († 12. August 1987) geboren, die eine Kunst- und Porzellanmalerin sowie Balletttänzerin werden sollte. In dieser Zeit übersetzte sie Bjørnstjerne Bjørnsons Roman Paa Guds Veje (Auf Gottes Wegen) ins Deutsche. 1910 ließen sich Emma Pastor Normann und ihr Mann unweit des väterlichen Sommersitzes in Balestrand ebenfalls eine Künstlervilla errichten, die Villa Heimdalstrand, auch Pastorahuset genannt. Nach den Vorstellungen des Paares schnitzte der norwegische Künstler Ivar Høyvik (1881–1961) dekorative Details, vor allem an dem Giebel des Hauses, im nationalromantischen Drachenstil. Nachdem die Ehe mit Willy Pastor 1920 geschieden worden war, wohnten und arbeiteten Mutter und Tochter dort oft gemeinsam. 1944 zogen sie wegen der Luftangriffe auf Berlin für eine Weile ganz dorthin.
Emma Pastor Normanns Grabstätte befindet sich auf dem Vår Frelsers Gravlund in Oslo.